# Corydoras sychri
Corydoras sychri är en fiskart som beskrevs av Weitzman, 1960. Corydoras sychri ingår i släktet Corydoras och familjen Callichthyidae. Inga underarter finns listade i Catalogue of Life.